# 大塚豊
大塚 豊（おおつか ゆたか、1987年12月20日 - ）は、東京都江戸川区出身の元プロ野球選手（投手）。右投右打。日本ハムベースボールアカデミーコーチ。

## 経歴

### プロ入り前
小学6年生から江戸川南リトルリーグに入団し、2000年の全日本選抜大会で優勝。「3番・捕手」として活躍した。
シニアリーグでは内野手兼投手として活躍し、クリーンアップを打っていた。高校は江戸川南の先輩である小谷野栄一、高口隆行の後を追って創価高等学校に入学。
創価大学進学後は、リーグ戦で1年目に最優秀新人賞、最優秀投手賞を獲得し、2年目以降も防御率が2.02がもっとも悪い成績で他の防御率は常に0点台から1点台前半、先輩の八木智哉を抜く、23連勝のリーグ新記録を含む通算41勝1敗の圧倒的な成績を残し3度の最優秀投手賞、4度のベストナインとMVP、6度の最多勝を獲得した。
2009年のプロ野球ドラフト会議で、北海道日本ハムファイターズが2位で指名し交渉権を獲得した。

### 日本ハム時代
2010年は大学通算防御率1.09を買われ、即戦力と期待されていたが、入団前から痛めていた肘が想像以上に悪く、3月15日にトミー・ジョン手術を行ったため、シーズン中は二軍登板もなかった。
2011年は二軍で中継ぎでの登板できるようになり、中盤から二軍で先発に復帰した。7月9日の東北楽天ゴールデンイーグルス戦で一軍初登板も果たした。
2012年は一軍登板なしに終わった。
2013年は中継ぎで8試合に登板したが、防御率4点台と安定感を欠いた。
2014年は7月3日の埼玉西武ライオンズ戦でプロ初勝利を挙げた。14試合の登板で1勝2ホールドだった。
2016年は一軍登板がないまま、10月1日に戦力外通告を受けた。12月2日、自由契約公示された。

## 選手としての特徴・人物
やや下半身の硬さを感じさせるフォームで、ストレートの最速は144km/h。変化球は高校時代に独自に編み出した3種類のフォークボール、スライダー、カーブ、チェンジアップ、シュートと多彩。
最速144km/hだが通常は130km/h後半の直球とストライクを取る球、落差大きく空振りさせる球など状況に応じ自由自在に操る3種類のフォークが武器。「（試合ではフォークを）過去最高8球連続だが何球でも続けられる」と雑誌にコメントしている。
江戸川南リトルシニア（中学） - 創価高等学校 - 創価大学という経歴は小谷野栄一、高口隆行（元:巨人）と全く同じである。

## 詳細情報

### 年度別投手成績
| 年 度     | 球 団     | 登 板 | 先 発 | 完 投 | 完 封 | 無 四 球 | 勝 利 | 敗 戦 | セ 丨 ブ | ホ 丨 ル ド | 勝 率 | 打 者 | 投 球 回 | 被 安 打 | 被 本 塁 打 | 与 四 球 | 敬 遠 | 与 死 球 | 奪 三 振 | 暴 投 | ボ 丨 ク | 失 点 | 自 責 点 | 防 御 率 | W H I P |
| --------- | --------- | ----- | ----- | ----- | ----- | -------- | ----- | ----- | -------- | ----------- | ----- | ----- | -------- | -------- | ----------- | -------- | ----- | -------- | -------- | ----- | -------- | ----- | -------- | -------- | ------- |
| 2011      | 日本ハム  | 3     | 2     | 0     | 0     | 0        | 0     | 1     | 0        | 0           | .000  | 42    | 7.1      | 16       | 1           | 2        | 0     | 1        | 5        | 0     | 0        | 7     | 7        | 8.59     | 2.47    |
| 2013      | 日本ハム  | 8     | 0     | 0     | 0     | 0        | 0     | 0     | 0        | 0           | ----  | 42    | 9.2      | 11       | 1           | 4        | 0     | 0        | 5        | 0     | 0        | 5     | 5        | 4.66     | 1.55    |
| 2014      | 日本ハム  | 14    | 0     | 0     | 0     | 0        | 1     | 0     | 0        | 2           | 1.000 | 91    | 20.0     | 18       | 3           | 14       | 0     | 1        | 9        | 2     | 0        | 11    | 11       | 4.95     | 1.60    |
| 2015      | 日本ハム  | 2     | 0     | 0     | 0     | 0        | 0     | 0     | 0        | 0           | .000  | 13    | 3.0      | 1        | 0           | 3        | 0     | 0        | 1        | 0     | 0        | 1     | 1        | 3.00     | 1.33    |
| 通算：4年 | 通算：4年 | 27    | 2     | 0     | 0     | 0        | 1     | 1     | 0        | 2           | .500  | 188   | 40.0     | 46       | 5           | 23       | 0     | 2        | 20       | 2     | 0        | 24    | 24       | 5.40     | 1.73    |

### 年度別守備成績
| 年 度 | 球 団    | 投手  | 投手  | 投手  | 投手  | 投手  | 投手     |
| 年 度 | 球 団    | 試 合 | 刺 殺 | 補 殺 | 失 策 | 併 殺 | 守 備 率 |
| ----- | -------- | ----- | ----- | ----- | ----- | ----- | -------- |
| 2011  | 日本ハム | 3     | 0     | 1     | 0     | 0     | 1.000    |
| 2013  | 日本ハム | 8     | 0     | 0     | 0     | 0     | .---     |
| 2014  | 日本ハム | 14    | 1     | 3     | 0     | 1     | 1.000    |
| 2015  | 日本ハム | 2     | 0     | 0     | 0     | 0     | .---     |
| 通算  | 通算     | 27    | 1     | 4     | 0     | 1     | 1.000    |

### 記録
- 初登板：2011年7月9日、対東北楽天ゴールデンイーグルス6回戦（旭川スタルヒン球場）[4]、8回表2死に2番手で救援登板、1/3回無失点
- 初奪三振：同上、8回表に丈武から空振り三振[4]
- 初先発登板：2011年9月1日、対千葉ロッテマリーンズ18回戦（QVCマリンフィールド）、4回2/3を2失点
- 初ホールド：2014年6月22日、対広島東洋カープ2回戦（MAZDA Zoom-Zoom スタジアム広島）[4]
- 初勝利：2014年7月3日、対埼玉西武ライオンズ11回戦（埼玉県営大宮公園野球場）[4]、5回裏に2番手で救援登板、1回1/3を無失点

### 背番号
- 14（2010年 - 2015年）
- 54（2016年）